# Comblanchien
Comblanchien é uma comuna francesa na região administrativa da Borgonha-Franco-Condado, no departamento de Côte-d'Or. Estende-se por uma área de 3,6 km². Em 2010 a comuna tinha 642 habitantes (densidade: 178,3 hab./km²).